# Élections législatives de 1988 dans l'Hérault
Les élections législatives françaises de 1988 se déroulent les 5 et 12 juin 1988. Dans le département de l'Hérault, sept députés étaient à élire dans sept circonscriptions.

## Élus
| Circonscription | Député sortant        | Parti                 | Parti                 | Député élu      | Parti | Parti    |
| --------------- | --------------------- | --------------------- | --------------------- | --------------- | ----- | -------- |
| 1re             | Scrutin proportionnel | Scrutin proportionnel | Scrutin proportionnel | Willy Diméglio  |       | UDF (PR) |
| 2e              | Scrutin proportionnel | Scrutin proportionnel | Scrutin proportionnel | Gérard Saumade  |       | PS       |
| 3e              | Scrutin proportionnel | Scrutin proportionnel | Scrutin proportionnel | René Couveinhes |       | RPR      |
| 4e              | Scrutin proportionnel | Scrutin proportionnel | Scrutin proportionnel | Georges Frêche  |       | PS       |
| 5e              | Scrutin proportionnel | Scrutin proportionnel | Scrutin proportionnel | Bernard Nayral  |       | PS       |
| 6e              | Scrutin proportionnel | Scrutin proportionnel | Scrutin proportionnel | Alain Barrau    |       | PS       |
| 7e              | Scrutin proportionnel | Scrutin proportionnel | Scrutin proportionnel | Jean Lacombe    |       | PS       |

## Positionnement des partis
L'UDF et le RPR se présentent unis sous l'étiquette « Union du Rassemblement et du Centre » tandis que les candidats du Parti socialiste se rangent sous la bannière de la « Majorité présidentielle pour la France unie », slogan de la campagne présidentielle de François Mitterrand.

## Résultats

### Résultats au niveau du département
| Parti          | Parti                               | Premier tour | Premier tour | Second tour | Second tour | Sièges |
| Parti          | Parti                               | Voix         | %            | Voix        | %           | Sièges |
| -------------- | ----------------------------------- | ------------ | ------------ | ----------- | ----------- | ------ |
|                | Parti socialiste                    | 131 360      | 39,38        | 199 118     | 54,26       | 5      |
|                | La France unie                      | 131 360      | 39,38        | 199 118     | 54,26       | 5      |
|                |                                     |              |              |             |             |        |
|                | Rassemblement pour la République    | 61 551       | 18,45        | 97 155      | 26,48       | 1      |
|                | Union pour la démocratie française  | 45 442       | 13,62        | 70 668      | 19,26       | 1      |
|                | Divers droite                       | 1 636        | 0,49         |             |             | 0      |
|                | Union du Rassemblement et du Centre | 108 629      | 32,57        | 167 823     | 45,74       | 2      |
|                |                                     |              |              |             |             |        |
|                | Front national                      | 48 193       | 14,45        |             |             | 0      |
|                | Parti communiste français           | 45 063       | 13,51        | Retrait     | Retrait     | 0      |
|                | Extrême droite                      | 300          | 0,09         |             |             | 0      |
|                |                                     |              |              |             |             |        |
| Inscrits       | Inscrits                            | 517 172      | 100,00       | 516 934     | 100,00      | 7      |
| Abstentions    | Abstentions                         | 176 503      | 34,13        | 138 906     | 26,87       |        |
| Votants        | Votants                             | 340 669      | 65,87        | 378 028     | 73,13       |        |
| Blancs et nuls | Blancs et nuls                      | 7 124        | 2,09         | 11 087      | 2,93        |        |
| Exprimés       | Exprimés                            | 333 545      | 97,91        | 366 941     | 97,07       |        |

### Résultats par circonscription

#### Première circonscription (Montpellier-Sud)
| Candidat       | Candidat                     | Parti          | Premier tour | Premier tour | Second tour | Second tour |  |
| Candidat       | Candidat                     | Parti          | Voix         | %            | Voix        | %           |  |
| -------------- | ---------------------------- | -------------- | ------------ | ------------ | ----------- | ----------- |  |
|                | André Vézinhet               | PS             | 13 601       | 38,43        | 18 949      | 47,77       |  |
|                | Willy Diméglio sortant réélu | UDF (PR) (URC) | 12 466       | 35,22        | 20 716      | 52,23       |  |
|                | Jean-Claude Martinez sortant | FN             | 6 951        | 19,64        |             |             |  |
|                | Jean-Claude Biau             | PCF            | 2 372        | 6,7          |             |             |  |
|                |                              |                |              |              |             |             |  |
| Inscrits       | Inscrits                     | Inscrits       | 58 014       | 100,00       | 58 007      | 100,00      |  |
| Abstentions    | Abstentions                  | Abstentions    | 22 045       | 38           | 17 461      | 30,1        |  |
| Votants        | Votants                      | Votants        | 35 969       | 62           | 40 546      | 69,9        |  |
| Blancs et nuls | Blancs et nuls               | Blancs et nuls | 579          | 1,61         | 881         | 2,17        |  |
| Exprimés       | Exprimés                     | Exprimés       | 35 390       | 98,39        | 39 665      | 97,83       |  |

#### Deuxième circonscription (Montpellier-Nord)
| Candidat       | Candidat           | Parti          | Premier tour | Premier tour | Second tour | Second tour |  |
| Candidat       | Candidat           | Parti          | Voix         | %            | Voix        | %           |  |
| -------------- | ------------------ | -------------- | ------------ | ------------ | ----------- | ----------- |  |
|                | Gérard Saumade élu | PS             | 13 952       | 43,69        | 18 833      | 52,8        |  |
|                | Bernard Serrou     | RPR (URC)      | 9 858        | 30,87        | 16 836      | 47,2        |  |
|                | Alain Jamet        | FN             | 5 540        | 17,35        |             |             |  |
|                | Jacques Bonnet     | PCF            | 2 585        | 8,09         |             |             |  |
|                |                    |                |              |              |             |             |  |
| Inscrits       | Inscrits           | Inscrits       | 52 942       | 100,00       | 52 930      | 100,00      |  |
| Abstentions    | Abstentions        | Abstentions    | 20 438       | 38,6         | 16 453      | 31,08       |  |
| Votants        | Votants            | Votants        | 32 504       | 61,4         | 36 477      | 68,92       |  |
| Blancs et nuls | Blancs et nuls     | Blancs et nuls | 569          | 1,75         | 808         | 2,22        |  |
| Exprimés       | Exprimés           | Exprimés       | 31 935       | 98,25        | 35 669      | 97,78       |  |

#### Troisième circonscription (Lunel)
| Candidat       | Candidat                      | Parti          | Premier tour | Premier tour | Second tour | Second tour |  |
| Candidat       | Candidat                      | Parti          | Voix         | %            | Voix        | %           |  |
| -------------- | ----------------------------- | -------------- | ------------ | ------------ | ----------- | ----------- |  |
|                | Claude Barral                 | PS             | 19 946       | 38,62        | 28 574      | 49,37       |  |
|                | René Couveinhes sortant réélu | RPR (URC)      | 19 220       | 37,22        | 29 299      | 50,63       |  |
|                | Robert Thiéry                 | FN             | 7 790        | 15,08        |             |             |  |
|                | Alain Boissonade              | PCF            | 4 685        | 9,07         |             |             |  |
|                |                               |                |              |              |             |             |  |
| Inscrits       | Inscrits                      | Inscrits       | 78 528       | 100,00       | 78 484      | 100,00      |  |
| Abstentions    | Abstentions                   | Abstentions    | 25 927       | 33,02        | 19 237      | 24,51       |  |
| Votants        | Votants                       | Votants        | 52 601       | 66,98        | 59 247      | 75,49       |  |
| Blancs et nuls | Blancs et nuls                | Blancs et nuls | 960          | 1,83         | 1 374       | 2,32        |  |
| Exprimés       | Exprimés                      | Exprimés       | 51 641       | 98,17        | 57 873      | 97,68       |  |

#### Quatrième circonscription (Lodève)
| Candidat       | Candidat                     | Parti          | Premier tour | Premier tour | Second tour | Second tour |  |
| Candidat       | Candidat                     | Parti          | Voix         | %            | Voix        | %           |  |
| -------------- | ---------------------------- | -------------- | ------------ | ------------ | ----------- | ----------- |  |
|                | Georges Frêche sortant réélu | PS             | 27 051       | 46,79        | 36 967      | 58,42       |  |
|                | François-Xavier Maistre      | RPR (URC)      | 16 454       | 28,46        | 26 306      | 41,58       |  |
|                | Jean Crès                    | FN             | 7 869        | 13,61        |             |             |  |
|                | Serge Fleurence              | PCF            | 6 441        | 11,14        |             |             |  |
|                |                              |                |              |              |             |             |  |
| Inscrits       | Inscrits                     | Inscrits       | 88 901       | 100,00       | 88 776      | 100,00      |  |
| Abstentions    | Abstentions                  | Abstentions    | 29 490       | 33,17        | 23 452      | 26,42       |  |
| Votants        | Votants                      | Votants        | 59 411       | 66,83        | 65 324      | 73,58       |  |
| Blancs et nuls | Blancs et nuls               | Blancs et nuls | 1 596        | 2,69         | 2 051       | 3,14        |  |
| Exprimés       | Exprimés                     | Exprimés       | 57 815       | 97,31        | 63 273      | 96,86       |  |

#### Cinquième circonscription (Pézenas)
| Candidat       | Candidat             | Parti           | Premier tour | Premier tour | Second tour | Second tour |  |
| Candidat       | Candidat             | Parti           | Voix         | %            | Voix        | %           |  |
| -------------- | -------------------- | --------------- | ------------ | ------------ | ----------- | ----------- |  |
|                | Bernard Nayral élu   | PS              | 22 425       | 40,6         | 35 416      | 59,9        |  |
|                | Marcel Roques        | UDF (CDS) (URC) | 15 879       | 28,75        | 23 707      | 40,1        |  |
|                | Jacques Roux sortant | PCF             | 10 907       | 19,75        | Retrait     | Retrait     |  |
|                | Jacqueline Quilès    | FN              | 6 025        | 10,91        |             |             |  |
|                |                      |                 |              |              |             |             |  |
| Inscrits       | Inscrits             | Inscrits        | 80 613       | 100,00       | 80 584      | 100,00      |  |
| Abstentions    | Abstentions          | Abstentions     | 24 005       | 29,78        | 19 255      | 23,89       |  |
| Votants        | Votants              | Votants         | 56 608       | 70,22        | 61 329      | 76,11       |  |
| Blancs et nuls | Blancs et nuls       | Blancs et nuls  | 1 372        | 2,42         | 2 206       | 3,6         |  |
| Exprimés       | Exprimés             | Exprimés        | 55 236       | 97,58        | 59 123      | 96,4        |  |

#### Sixième circonscription (Béziers)
| Candidat       | Candidat                   | Parti          | Premier tour | Premier tour | Second tour | Second tour |  |
| Candidat       | Candidat                   | Parti          | Voix         | %            | Voix        | %           |  |
| -------------- | -------------------------- | -------------- | ------------ | ------------ | ----------- | ----------- |  |
|                | Alain Barrau sortant réélu | PS             | 16 455       | 33,99        | 28 584      | 53,63       |  |
|                | Georges Fontès sortant     | RPR (URC)      | 16 019       | 33,09        | 24 714      | 46,37       |  |
|                | Guy Bousquet               | PCF            | 7 618        | 15,74        |             |             |  |
|                | André Troise               | FN             | 6 380        | 13,18        |             |             |  |
|                | Jean-Paul Jorge            | Divers droite  | 1 636        | 3,38         |             |             |  |
|                | Louis Peyre                | Extrême droite | 300          | 0,62         |             |             |  |
|                |                            |                |              |              |             |             |  |
| Inscrits       | Inscrits                   | Inscrits       | 76 232       | 100,00       | 76 227      | 100,00      |  |
| Abstentions    | Abstentions                | Abstentions    | 26 778       | 35,13        | 21 109      | 27,69       |  |
| Votants        | Votants                    | Votants        | 49 454       | 64,87        | 55 118      | 72,31       |  |
| Blancs et nuls | Blancs et nuls             | Blancs et nuls | 1 046        | 2,12         | 1 820       | 3,3         |  |
| Exprimés       | Exprimés                   | Exprimés       | 48 408       | 97,88        | 53 298      | 96,7        |  |

#### Septième circonscription (Sète)
| Candidat       | Candidat                   | Parti           | Premier tour | Premier tour | Second tour | Second tour |  |
| Candidat       | Candidat                   | Parti           | Voix         | %            | Voix        | %           |  |
| -------------- | -------------------------- | --------------- | ------------ | ------------ | ----------- | ----------- |  |
|                | Jean Lacombe sortant réélu | PS              | 17 930       | 33,75        | 31 795      | 54,78       |  |
|                | Yves Marchand              | UDF (CDS) (URC) | 17 097       | 32,19        | 26 245      | 45,22       |  |
|                | François Liberti           | PCF             | 10 455       | 19,68        | Retrait     | Retrait     |  |
|                | Pierre Dominguez           | FN              | 7 638        | 14,38        |             |             |  |
|                |                            |                 |              |              |             |             |  |
| Inscrits       | Inscrits                   | Inscrits        | 81 942       | 100,00       | 81 926      | 100,00      |  |
| Abstentions    | Abstentions                | Abstentions     | 27 820       | 33,95        | 21 939      | 26,78       |  |
| Votants        | Votants                    | Votants         | 54 122       | 66,05        | 59 987      | 73,22       |  |
| Blancs et nuls | Blancs et nuls             | Blancs et nuls  | 1 002        | 1,85         | 1 947       | 3,25        |  |
| Exprimés       | Exprimés                   | Exprimés        | 53 120       | 98,15        | 58 040      | 96,75       |  |